# Bojan Beljanski
Bojan Beljanski (serbisch-kyrillisch Бојан Бељански; * 22. Juni 1986 in Bačka Palanka, SR Serbien, SFR Jugoslawien) ist ein serbischer Handballspieler.
Der 1,97 m große und 107 kg schwere Kreisläufer stand in der Saison 2011/12 beim NLA-Verein HC Kriens-Luzern unter Vertrag. Zur Saison 2012/13 wechselte er zum Handball-Bundesligisten Frisch Auf Göppingen, wo er einen Vertrag bis 2015 erhielt. Im Februar 2015 wurde bekannt, dass der Serbe ab der Saison 2015/16 für Bregenz Handball in der Handball Liga Austria auflaufen wird. Von 1. Januar 2018 bis Juni 2020 stand Beljanski beim Schweizer Verein Kadetten Schaffhausen unter Vertrag. Mit Schaffhausen gewann er 2019 die Schweizer Meisterschaft. Danach wurde er von Vojvodina Novi Sad verpflichtet.
Zudem spielt Beljanski für die Serbische Nationalmannschaft, in der er bei der Europameisterschaft 2012 zum Stammspieler und Vize-Europameister wurde. Im Sommer 2012 nahm er an den Olympischen Spielen in London teil. Er stand im erweiterten Aufgebot für die Europameisterschaft 2014 in Dänemark.

## Saisonbilanzen
| Saison    | Verein               | Spielklasse    | Spiele | Tore | 7-Meter | Feldtore |
| --------- | -------------------- | -------------- | ------ | ---- | ------- | -------- |
| 2011/12   | HC Kriens-Luzern     | Nationalliga A | 31     | 84   | 0       | 84       |
| 2012/13   | Frisch Auf Göppingen | Bundesliga     | 24     | 20   | 0       | 20       |
| 2013/14   | Frisch Auf Göppingen | Bundesliga     | 34     | 14   | 0       | 14       |
| 2015/16   | Bregenz Handball     | HLA            | 33     | 99   | 0/0     | 99       |
| 2016/17   | Bregenz Handball     | HLA            | 27     | 81   | 0/1     | 81       |
| 2017/18   | Bregenz Handball     | HLA            | 16     | 47   | 0/0     | 47       |
| 2011–2012 | gesamt               | Nationalliga A | 31     | 84   | 0       | 84       |
| 2012–2014 | gesamt               | Bundesliga     | 58     | 34   | 0       | 34       |
| 2015–2018 | gesamt               | HLA            | 76     | 227  | 0/1     | 227      |